# Pavle Merkù
Pavle Merkù [páu̯le merkú], slovenski skladatelj, etnomuzikolog, slovenist etimolog, leksikograf * 12. julij 1927, Trst, † 20. oktober 2014, Trst.

## Življenje in delo
Pavle Merkù se je rodil v Trstu, oče je bil Josip, mati Catarina (rojena Bortolotti), učiteljica. V Trstu je (zaradi fašizma) obiskoval italijansko osnovno šolo Edoardo de Amicis med leti 1933/38 in klasično gimnazijo in licej Francesco Petrarca med leti 1938/45, maturiral pa je na slovenskem klasičnem liceju v Gorici leta 1946, nato je študiral slavistiko na Univerzi v Ljubljani (1946–50), kjer je diplomiral. Leta 1960 je dosegel doktorat na Filozofski fakulteti Univerze v Rimu. Istočasno s šolanjem se je učil violine: najprej pri očetu (1931 - 38), potem pri                  Cesareju Barisonu (1938 - 43), učil se je tudi drugih glasbenih predmetov kot                  samouk, po vojski pa je študiral harmonijo in kompozicijo pri Ivanu Grbcu, nato                  kontrapunkta, kompozicije in orkestracije pri Vitu Leviju do sredine petdesetih                  let.
Poučeval je slovenščino na Klasični gimnaziji v Ljubljani (1950 - 51), vodil je slovenski Industrijski tečaj v Dolini pri Trstu (1951 - 52), poučeval je književne predmete na slovenskem Klasičnem liceju (1952 - 63) in na slovenskem Trgovskem tehničnem zavodu v Trstu (1963 - 65). 
Od leta 1953  je sodeloval kot stalni glasbeni kritik, glasbeni svetovalec in programist na Radiu Trst A, leta 1965 so ga tam sprejeli v stalno službo, kjer je najprej vodi glasbene sporede (do leta 1976), nato jutranji programski pas (do leta 1979), nato šolske oddaje. Med leti 1965 - 74 je na terenu snemal po vseh krajih kjer živi slovenska manjšina v Italiji , pesmi in povedke ustnega izročila ter skrbel za etnomuzikološke in etnografske oddaje; sintezo tako nabranega gradiva je objavil v knjigi Ljudsko izročilo Slovencev v Italiji (Trst 1976) .
Komponirati je začel leta 1944, skladbe je začel objavljati od leta 1950, najprej v samozaložbi v Ljubljani, kasneje pri najrazličnejših založbah (Milanu, Kölnu, Rimu, Trstu in še marsikje).
Pavle Merkù je bil izredno ploden publicist, saj se je od leta 1952 začel oglašati v slovenskem in italijanskem revijalnem in dnevnem tisku z glasbeno kritiko in ocenami, s poljudnimi spisi o glasbi, splošnimi kulturnimi članki, s posegi na književno področje, od sedemdesetih let dalje pa v specializiranih publikacijah s prispevki in razpravami, ki segajo od književne zgodovine do dialektologije, toponomastike, antroponimije, zgodovine slovenskega jezika in muzikologije. Vsa ta raznovrstna dejavnost pa je bila na različne načine prepletena z njegovim skladateljskim snovanjem.  Napisal je tudi več knjig. V slovenskem sistemu COBISS je skoraj tisoč zadetkov na geslo Pavle Merkù.
Kot skladatelj je ustvarjal predvsem za komorne in zborovske zasedbe. Komponiral je opero Kačji pastir. V njegovem delovanju se pojavljata dve razsežnosti, glasba in slovenistika. Sredi šestdesetih letih 20. stoletja se je usmeril v zbiranje pesmi pri Slovencih v Italiji, to pa je preraslo v zbiranje povedk, običajev, vraž in vsakršnega ljudskega blaga, ki ga je 1976 objavil v knjigi Ljudsko izročilo Slovencev v Italiji. Leta 2004 je izdal knjigo 1300 primorskih priimkov, ki dopolnjuje raziskave slovenskega etimologa Franceta Bezlaja . Bil je dopisni član Slovenske akademije znanosti in umetnosti (SAZU) od leta 1985.

## Nagrade in priznanja
Leta 1972 je prejel nagrado Prešernovega sklada za svoj Koncert za violino in orkester, leta 1980 nagrado Vstajenje.
Leta 2001 je prejel Štrekljevo nagrado za izjemne dosežke na področju zbiranja slovenskega ljudskega izročila in srebrni častni znak svobode Republike Slovenije za utemeljevanje slovenske narodne identitete med zamejskimi Slovenci in zasluge na področju znanosti ter umetnosti.
Leta 2006 je prejel Kozinovo nagrado za zaokrožen skladateljski opus.
Leta 2007 mu je Slavistično društvo Slovenije, katerega častni član je bil, podelilo priznanje za življenjsko delo na področju raziskovanja slovenskega jezika na zahodni meji. Kot je v utemeljitvi priznanja Slavističnega društva Slovenije zapisala Alenka Šivic Dular, imajo znotraj Merkujevih jezikoslovnih raziskav največjo težo njegova »"raziskovanja osebnih in zemljepisnih lastnih imen na Tržaškem, Goriškem in v Benečiji ter opozarjanje na sledove slovensko-furlanskega stika (Slovenski priimki na zahodni meji, 1982; La toponomastica del Comune di Duino-Aurisina, 1989; La toponomastica dell'Alta val Torre, 1997; 1300 primorskih priimkov, 2004; Krajevno imenoslovje na slovenskem zahodu, 2006). Nekatere Merkujeve knjige se uvrščajo med temeljna področna dela, njegova ustvarjalnost in samozavestni nastop pa med znamenja slovenske fizične in kulturne navzočnosti v Trstu.«"
Je prejemnik Prešernove nagrade za življenjsko delo (2014).